# Freja Fokdal
Freja Fokdal (født 1996) er medlem af Frederiksberg Kommunalbestyrelse fra 1. januar 2022, valgt for Radikale Venstre.
Freja Fokdal er HHX-student fra Niels Brock og uddannet i kommunikation fra DMJX. Som ung meldte hun sig ind i Radikal Ungdom, hvor hun har bestredet poster som lokalformand, integrations- og udlændingeordfører og landsnæstformand. Fokdal er i dag chefkonsulent hos DUF - Dansk Ungdoms Fællesråd. 

## Kommunalpolitik
Freja Fokdal opstillede første gang til politisk embede ved kommunalvalget 2021 hvor hun blev placeret som nr. 3 på Radikale Venstres opstillingsliste i Frederiksberg Kommune.
Partiet fik 9,3% af de afgivne stemmer og Freja Fokdal blev valgt med 882 personlige stemmer. Pr. 1. januar er hun gruppeformand for den radikale byrådsgruppe, der foruden Fokdal består af Lone Loklindt og Ruben Kidde.
På det konstituerende kommunalbestyrelsesmøde blev det vedtaget, at Freja Fokdal er magistratsmedlem, medlem af Kultur- og fritidsudvalget, medlem af Miljø-, Bynatur og Mobilitetsudvalget samt medlem af Arbejdsmarkeds- vækst- og uddannelsesudvalget.

## #Enblandtos og 2. bølge af MeToo i Danmark
I 2020 tog Freja Fokdal, Maria Gudme, Sigrid Friis og Camilla Søe initiativ til #enblandtos. Bevægelsen #enblandtos referer til 322 kvinder på tværs af politiske partier, der underskrev et debatindlæg om sexisme i dansk politik. Indlægget samt 79 anonyme vidnesbyrd om grænseoverskridende adfærd blev bragt i Politiken d. 25. september 2020.  De fire initiativtagere beskrev det således at opråbet skulle slå fast, at sexisme eksisterer i de politiske partier, og at det er et fælles problem, der kræver handling.  #enblandtos ses som en del af 2. bølge af MeToo i Danmark, der blev startet ved en tale af Sofie Linde ved Zulu Comedy Galla.
Kvindernes initiativ er sidenhen blevet hædret for deres initiativ og har modtaget Nina Bang-Prisen fra Jytte Hilden og Christine Antorini samt modtaget Mathilde-prisen fra Dansk Kvindesamfund.